# Bobine

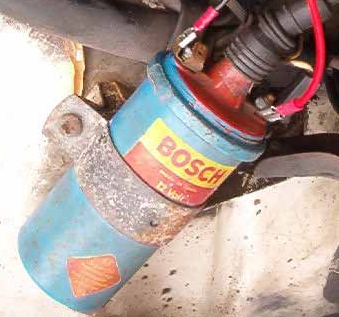
Bobine

A: Ontsteking met onderbreker; B: thyristorontsteking

Een bobine (Frans bobine = spoel, klos), in Vlaanderen bobijn genoemd, is een transformator die gebruikt wordt in het ontstekingssysteem van mengselmotoren. De bobine levert de hoogspanning (tot 40 kV) die nodig is om een bougie een vonk te laten genereren.

## Geschiedenis
In 1876 vond de Belg Etienne Lenoir de bougie met elektrische ontsteking uit, die zeer dicht ligt bij hetgeen vandaag daaronder wordt verstaan. Hij integreerde de vonkinductor van Heinrich Daniel Ruhmkorff, vaak als Ruhmkorff-inductor aangeduid. De ontsteking van een mengsel brandstof/lucht door een vonk was al in 1777 beschreven door de Italiaanse natuurkundige Volta, daarna in 1807 door Isaac de Rivaz voor een motor met inwendige verbranding. Robert Bosch vond de hedendaagse bougie uit in 1903. Voordien werden gloeispiralen en zelfs lappen stof gebruikt om het lucht/brandstof-mengsel in een mengselmotor tot ontsteking te brengen. Er is ook een aantal octrooien toegekend voor vergelijkbare systemen, maar Bosch maakte het systeem met de bobine in 1903 compleet.

## Werking
De bobine heeft tot taak de laagspanning van het elektrische systeem om te zetten in een voor de ontsteking geschikte hoogspanning.
In een conventionele bobine zitten twee spoelen van geëmailleerd koperdraad om een gelamelleerde weekijzeren kern gewikkeld; ze vormen samen een transformator. De (primaire) laagspanningsspoel heeft weinig windingen van dikke draad, de (secundaire) hoogspanningsspoel heeft veel windingen van dunne draad. De wikkelingen zijn vaak door laagjes isolerend papier van elkaar gescheiden. De laagspanningskant van de bobine wordt vanaf het contactslot (via aansluiting 15) voorzien van een gelijkspanning van 12-14 volt. (Bij oudere typen voertuigen 6 volt). Door het openen van de onderbreker of contactpunten (Vlaanderen: vis platinés) in de stroomverdeler (Vlaanderen: delco ) wordt (via aansluiting 1) de gelijkstroomkring van de primaire wikkeling naar massa onderbroken waardoor er in de secundaire spoel van de bobine een hoge inductiespanning (een hoogspanning van 15.000-25.000 volt) wordt opgewekt (aansluiting 4). Deze hoogspanning wordt via de verdeler naar de juiste bougie geleid. Deze vonkt, waardoor het brandstofmengsel in de cilinder wordt ontstoken.
Ontstekingsinstallaties met thyristorontsteking hebben geen bewegende delen die onderhevig zijn aan slijtage. De primaire stroom wordt hierbij onderbroken doordat een thyristor als elektronische schakelaar wordt toegepast. Het voordeel is dat deze in staat zijn een grotere stroom zonder vertraging te onderbreken.
Sommige motoren, zoals die van de Citroen 2CV, hebben geen verdeler. In dat geval krijgen de twee cilinders gelijktijdig de vonk, waarbij slechts in een van de cilinders ontsteking plaatsvindt. De andere cilinder is bezig aan de uitlaatslag – de zogenaamde 'verloren vonk'. Door het weglaten van de verdeler wordt het ontstekingscircuit eenvoudiger en minder storingsgevoelig.

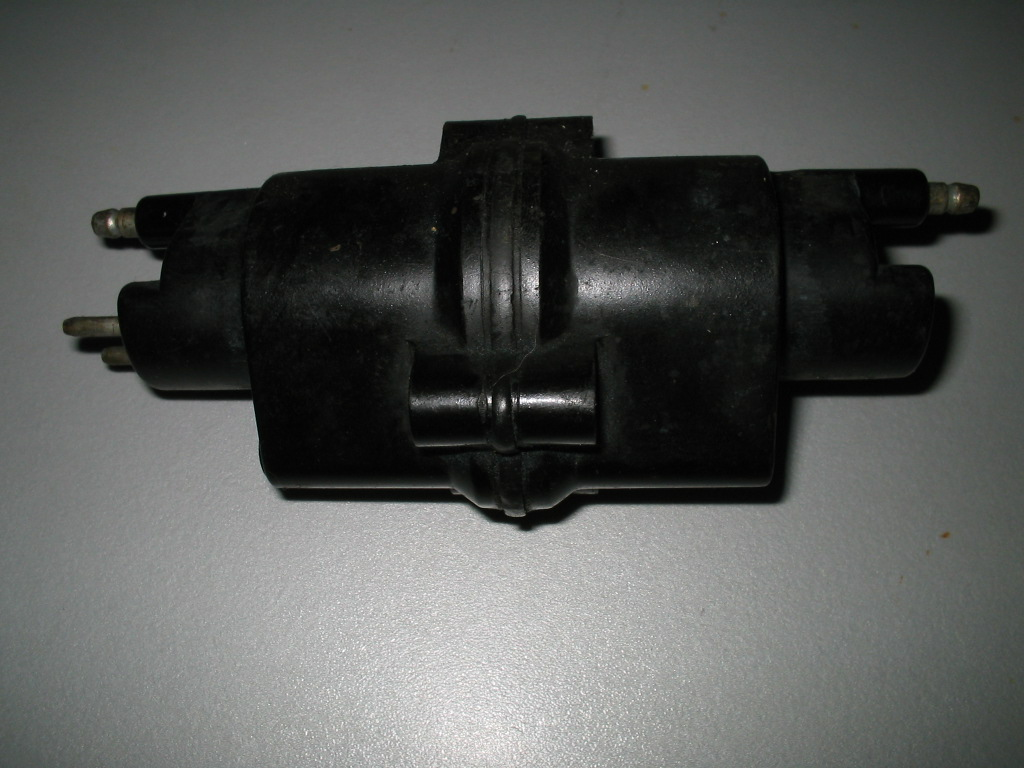
Bobine van een Citroën 2CV
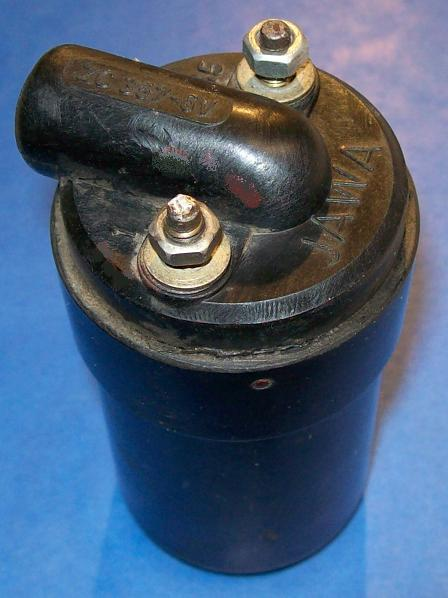
Bobine van een motorfiets